# Berufsoberschule (Rheinland-Pfalz)
In Rheinland-Pfalz gibt es die Berufsoberschule, zuvor Fachoberschule genannt. Sie führt zur Fachhochschulreife und setzt eine abgeschlossene Berufsausbildung voraus. 
Es existieren drei Berufsoberschulen: Duale Berufsoberschule (ehemalige Fachoberschule Teilzeit), BOS I (ehemalige Fachoberschule Vollzeit) und BOS II (Ziel: Fachgebundene Hochschulreife oder Abitur, je nach Fremdsprachenkenntnissen). Eingangsvoraussetzung für die BOS II ist der erfolgreiche Abschluss der BOS I oder der Fachhochschulprüfung der Höheren Berufsfachschule inklusive anschließendem Berufspraktikum.